# مادولکله بازار
مادولکله بازار (به لاتین: Madulkele Bazaar) یک منطقهٔ مسکونی در سری‌لانکا است که در استان مرکزی (سری‌لانکا) واقع شده‌است.